# Y Ly Niê Kdăm
Đây là một tên người Ê Đê; họ tên được viết theo thứ tự tên trước, họ sau: họ là Niê Kdăm.
Y Ly Niê Kdăm (sinh 14 tháng 10 năm 1944) là một chính khách Việt Nam, người gốc dân tộc Ê Đê. Ông từng là đại biểu Quốc hội Việt Nam khóa 11, thuộc đoàn đại biểu Đắc Lắk., nguyên Phó Bí thư Tỉnh ủy, Chủ tịch Hội đồng nhân dân tỉnh Đắk Lắk, Trưởng đoàn đại biểu Quốc hội tỉnh Đắk Lắk, Phó ban chỉ đạo Tây Nguyên, Phó chủ tịch Hội đồng Dân tộc của Quốc hội khóa XI.
Ông sinh ngày 14 tháng 10 năm 1944 tại xã Ea Pôč, huyện Čư̌ M'Gar, Đắk Lắk. Ông là con trai trưởng của Y Ngông Niê Kdăm với người vợ đầu tên Liễu một đại biểu Quốc hội Việt Nam 9 khóa (từ khóa 1 đến khóa 9), nguyên Chủ tịch Ủy ban nhân dân tỉnh Đắk Lắk, Bí thư Tỉnh ủy Đắk Lắk, Chủ tịch Hội đồng Dân tộc của Quốc hội Việt Nam khóa VIII và khóa IX. Bà H'linh Niê Kdăm, còn gọi là Linh Nga Niê Kdăm, nhà văn, Phó Tổng Thư ký Hội Văn nghệ Dân tộc thiểu số Việt Nam, Chủ tịch Hội Văn học Nghệ thuật tỉnh Đắk Lắk, là em cùng cha khác mẹ với ông.